# Cacospongia
Cacospongia is een geslacht van sponsdieren uit de klasse van de Demospongiae (gewone sponzen).

## Soorten
- Cacospongia amorpha Polejaeff, 1884
- Cacospongia carduelis Schmidt, 1864
- Cacospongia coreana (Lee & Sim, 2005)
- Cacospongia intermedia Poléjaeff, 1884
- Cacospongia levis Polejaeff, 1884
- Cacospongia mollior Schmidt, 1862
- Cacospongia mycofijiensis (Kakou, Crews & Bakus, 1987)
- Cacospongia ridleyi Burton, 1952
- Cacospongia serta (Lendenfeld, 1889)
- Cacospongia symbiotica Burton, 1959